# Ibis (tijdschrift)
Ibis, met ondertitel the International Journal of Avian Science, is het peer-reviewed wetenschappelijk tijdschrift van de British Ornithologists' Union. Het tijdschrift behandelt onderwerpen als de ecologie, het gedrag, de bescherming, de paleontologie en de taxonomie van vogels . De hoofdredacteur is Paul F. Donald van de Royal Society for the Protection of Birds. Het tijdschrift wordt door 
Wiley-Blackwell uitgegeven, zowel in print als online. De online versie is voor ontwikkelingslanden gratis toegankelijk via het Online Access to Research in the Environment-systeem.